# Monte Ollivier
El Monte Ollivier es una montaña de 1933 m de altura ubicada en la región de Canterbury, Nueva Zelanda. Es uno de los picos de la Sierra Sealy dentro de la cordillera de los Alpes del Sur, a unos 2,5 km al sur de la localidad más cercana, Mount Cook Village. Recibe su nombre en honor del empresario y alpinista Arthur Ollivier (1851-1897).
El monte Ollivier fue la primera ascensión importante en 1939 de sir Edmund Hillary, primera persona acreditada en coronar la montaña más alta del planeta, el monte Everest, hazaña lograda en 1953. A la muerte de Hillary, héroe nacional neozelandés, se propuso renombrar el monte Ollivier como monte Hillary para honrar su memoria, pero se opusieron los descendientes de Arthur Ollivier.
Desde la creación de una ruta de ascenso hasta la cabaña Mueller, cercana a la cima, el pico es ahora uno de los más accesibles de todo el Parque nacional Aoraki/Mount Cook. De hecho, el tramo entre la cabaña Mueller y la cima es más un camino pedregoso que una escalada de montaña.

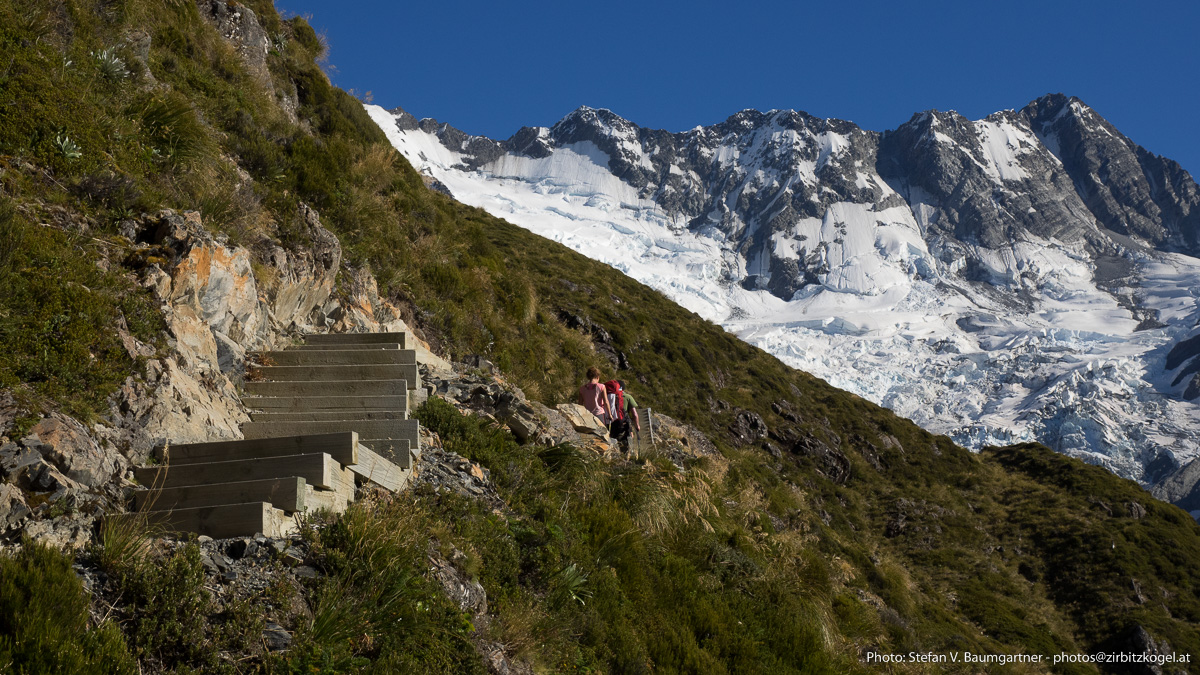
Ascenso a la cabaña Mueller y el monte Ollivier
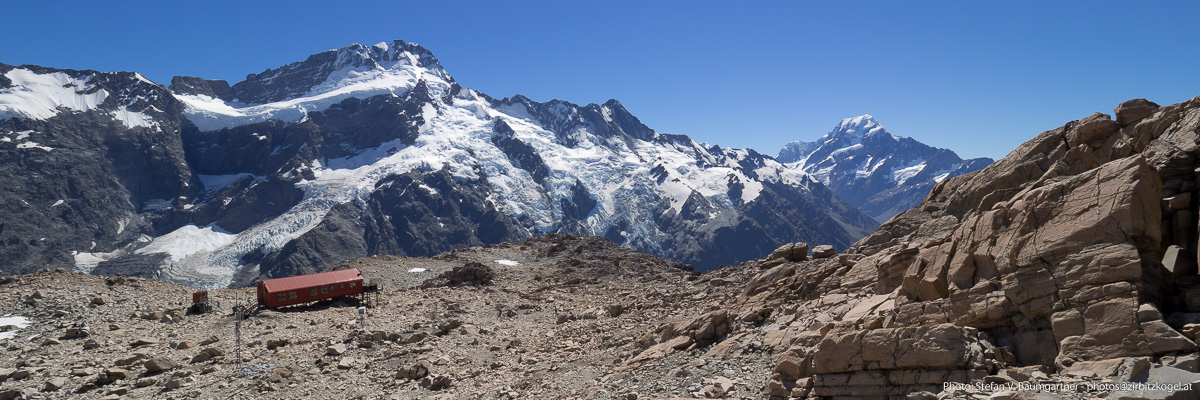
Cabaña Mueller con el Monte Sefton y el Monte Cook
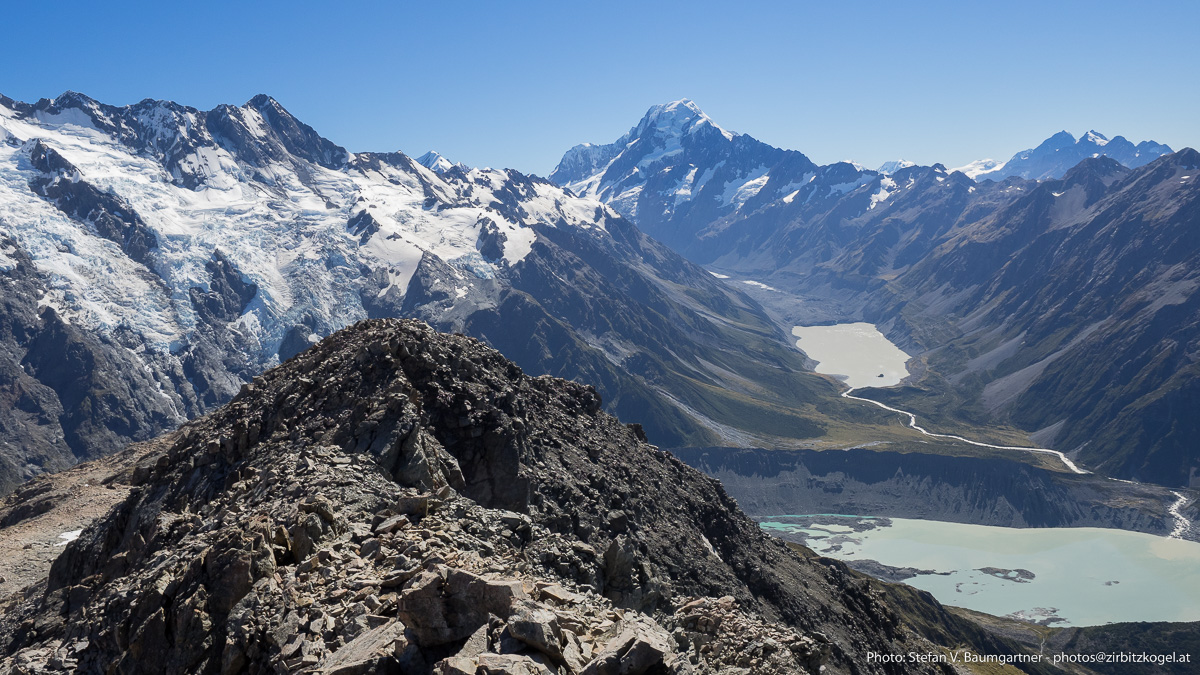
Vista desde la cima del monte Ollivier